# Kara (grup de música)
Kara és un grup de música pop sud-coreà format per un grup femení de cinc integrants format per DSP Media el 2007.

## Discografia
- 2007: the First Bloooooming
- 2008: Rock U
- 2008: Pretty Girl
- 2009: Honey
- 2009: Revolution
- 2010: Lupin
- 2010: Jumping
- 2011: Step